# Gisela Marell
Gisela Marell (* 1938 in Mannheim als Gisela Jung), heute Gisela Rockola, ist eine deutsche Schlagersängerin und Gründerin des Justin-Rockola-Vereins.

## Leben
Die Tochter eines Rundfunk- und Fernseh-Großhändlers erhielt in London und Paris eine umfassende Sprachenausbildung. Sie besuchte eine Hotelfachschule und absolvierte ihr Praktikum in Westerland, wo sie zur Miss Westerland gewählt wurde. Nach einer Gesangsausbildung begann sie als Band-Sängerin bei Freddie Brocksieper. Dort wurde sie von Horst Jankowski entdeckt, und es entstanden ihre ersten Plattenaufnahmen. Sie sang zugleich bei Hazy Osterwald und machte eine internationale Karriere als Showgirl. Marell sang französische Chansons und englischsprachigen Jazz, bevor sie sich wieder stärker dem deutschen Schlager zuwandte.
Gisela Rockola lebte mit ihrem Mann, dem US-Millionär David Rockola, in den USA und zog dann nach München. Ihr Sohn Justin starb am 9. Januar 1999 im Alter von 19 Jahren an Drogenmissbrauch. Am 9. März 2000 gründete sie den Justin-Rockola-Verein, um anderen Menschen die Hilfe zu geben, die ihren Sohn nicht mehr erreichte. Im April 2012 wurde sie mit der Verdienstmedaille des Verdienstordens der Bundesrepublik Deutschland ausgezeichnet. Als Gründerin und Vorsitzende des Vereins Justin-Rockola-Soforthilfe e.V. wurde ihr am 27. Juni 2018 der Bayerische Verdienstorden verliehen.

## Album
- 1972: Gib mich frei für ihn

## Singles
- 1963: Wenn du sagst „ich liebe dich“ Lieben kann ich nur dich
- 1963: Nimm es nicht so schwer Ringe-Dinge Don Juan
- 1963: Wer schenkt mir eine rote Rose? Erzähl' mir keine Story
- 1964: Männer sind gefährlich Wenn du mir deine Liebe schenkst
- 1967: Lieber eine Liebelei Über uns steh’n die gleichen Sterne
- 1968: Es kommen bess’re Zeiten Ich bleib' bei ihm
- 1968: Freu' dich lieber nicht zu früh Red' nicht über die Liebe
- 1969: Limon Limonada Torero d'Amor
- 1969: Einsteigen, Zug fährt gleich ab Viva Caballero
- 1971: Rote Rosen blühen nur im Sommer Am 32. Mai
- 1990: Eine Frau, die muss die Stärkere sein Immer wieder denk' ich an dich